# クリスティ・キルシュ
クリスティ・キルシュ（Kristi Kirshe、1994年10月14日 - ）は、アメリカ合衆国の女子ラグビー選手。

## プロフィール
- アメリカ・マサチューセッツ州ネイティック出身[1]。
- ポジションはウィング(WTB)、センター(CTB)。
- 身長 160cm、体重 65kg

## 略歴
2021年、東京五輪の7人制女子アメリカ代表に選ばれた。
2024年、2024パリ五輪の7人制女子アメリカ代表に選ばれて銅メダル獲得。